# Christian Schilling (Fußballspieler, 1879)

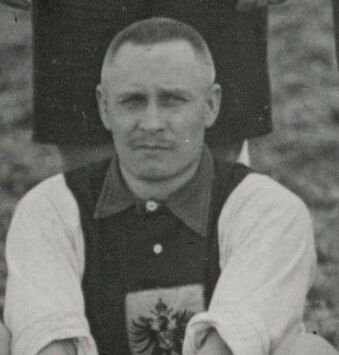
Christian Schilling (1910)

Christian Schilling (* 11. Oktober 1879; † 14. Juli 1955) war ein deutscher Fußballspieler.

## Karriere

### Vereine
Schilling, gelernter Kaufmann, guter Leichtathlet und passabler Tennisspieler, gehörte dem Duisburger SpV ab dem Jahr 1899 an und kam für ihn von 1903 bis 1912 in den vom Westdeutschen Spiel-Verband organisierten Kreis-, Bezirks- und Verbandsmeisterschaften zum Einsatz. Von 1903 bis 1906 war er mit dem Verein im Bezirk Rhein/Ruhr, von 1906 bis 1909 im Bezirk Ruhr und von 1909 bis 1912 in der Verbandsliga aktiv.
Aufgrund der Erfolge nahm er an fünf Endrunden um die Deutsche Meisterschaft teil und kam am 15. Mai 1904 in Leipzig bei der 2:3-Halbfinal-Niederlage nach Verlängerung gegen den VfB Leipzig erstmals zum Einsatz. In der Folgesaison schied er am 28. Mai 1905 bei der 0:1-Viertelfinal-Niederlage gegen Karlsruher FV aus dem Wettbewerb aus. 1907/08 ereilte ihn im Halbfinale das Aus nach zwei Spielen; 1909/10 und 1910/11 jeweils im Viertelfinale.

### Nationalmannschaft
Am 16. Mai 1910 bestritt er sein erstes Länderspiel, dem ersten gegen eine Nationalmannschaft Belgiens. Das Spiel vor 8.000 Zuschauern in Duisburg ging mit 0:3 verloren. Da sich nur 8 Feldspieler auf dem Spielfeld einfanden, mussten 3 weitere Spieler aus dem Publikum gefunden werden. So wurden Peco Bauwens (Kölner SC 1899) und nach dessen Verletzung Andreas Breynck (Duisburger SC Preußen 1901) und dessen Mannschaftskamerad Alfred Berghausen sowie Lothar Budzinski-Kreth (Duisburger SV) Nationalspieler. Für sie blieb es der einzige Einsatz im DFB-Dress. Schilling kam am 16. Oktober 1910 in Kleve, bei der 1:2-Niederlage gegen die Nationalmannschaft der Niederlande, zu seinem zweiten und letzten Einsatz.

## Erfolge
- Westdeutscher Meister 1904, 1905, 1908, 1910, 1911
- Meister der Verbandsliga 1910, 1911
- Bezirksmeister Rhein/Ruhr 1904, 1905, 1906, 1907, 1908